# Edmond Pagès
Edmond Pagès (Boulogne-Billancourt, 2 de maig de 1911 - Dieppe, 18 de febrer de 1987) va ser un ciclista francès que fou professional entre 1936 i 1946. El seu èxit esportiu més destacat és la victòria en una etapa al Tour de França de 1939.

## Palmarès
- 1939
  - Vencedor d'una etapa al Tour de França

### Resultats al Tour de França
- 1936. 38è de la classificació general
- 1939. 23è de la classificació general. Vencedor d'una etapa